# Rue du Poids-de-l'Huile
La rue du Poids-de-l'Huile (en occitan : carrièra del Pes de l'Òli) est une voie de Toulouse, chef-lieu de la région Occitanie, dans le Midi de la France.

## Situation et accès

### Description
La rue du Poids-de-l'Huile est une voie publique. Elle relie les quartiers Capitole et Saint-Georges.
Elle est longue de 181 mètres. Elle naît de la rue de la Pomme, presque au débouché de cette rue sur la place du Capitole. Elle est dominée, à gauche, par le Capitole, occupé par le théâtre du même nom. Elle suit, sur 121 mètres un parcours rectiligne et orienté au nord-est, donnant naissance à la rue Ernest-Roschach, puis longeant le square Charles-de-Gaulle, pour aboutir à la rue d'Alsace-Lorraine. Au-delà, la deuxième partie de la rue, orientée à l'est-sud-est, est longue de 60 mètres. Elle se termine au carrefour de la rue Lapeyrouse, mais elle est prolongée à l'est par la rue Montardy, qui aboutit à la rue Saint-Antoine-du-T.
La chaussée compte une voie de circulation automobile en sens unique, de la rue Montardy vers la rue de la Pomme. Elle appartient à une aire piétonne et la circulation y est réglementée et la vitesse limitée à 6 km/h. Il n'existe ni bande, ni piste cyclable, quoiqu'elle soit à double-sens cyclable.

### Voies rencontrées
La rue du Poids-de-l'Huile rencontre les voies suivantes, dans l'ordre des numéros croissants (« g » indique que la rue se situe à gauche, « d » à droite) :
1. Rue de la Pomme
2. Rue Ernest-Roschach (g)
3. Square Charles-de-Gaulle (g)
4. Rue d'Alsace-Lorraine
5. Rue Lapeyrouse

### Transports
La rue du Poids-de-l'Huile est desservie par la station Capitole, sur la ligne de métro . Plus loin, à proximité de la station Jean-Jaurès, au croisement des lignes de métro  , se trouvent également les arrêts des lignes des Linéo L1L8L9L14, des bus 152329 et des navettes AéroportVille.
Il existe une station de vélos en libre-service VélôToulouse : la station no 1 (12 rue du Poids-de-l'Huile).

## Odonymie
La rue du Poids-de-l'Huile tient son nom du « poids de l'huile », c'est-à-dire du bureau municipal qui se trouvait dans la Maison commune des capitouls de Toulouse (actuel Capitole), où les huiles, les jambons et les chairs salées étaient entreposées en entrant en ville, pour y être pesées avant d'être livrées aux marchands,.
Les mentions les plus anciennes de la rue, au début du XIVe siècle, lui donnent le nom de rue Romenguières : carriera Romengueyras en occitan médiéval (1326), carraria Romengueriorum en latin médiéval (1389). Ce nom rappelle probablement les artisans fabricants d'objets et d'outils en ronces (romega en occitan). La première partie de la rue, entre les actuelles rues de la Pomme et d'Alsace-Lorraine, a également porté, dans le même temps, d'autres noms. Elle fut, au XVe siècle, la rue des Pauvrets ou du Collège-des-Pauvrets, parce que le collège de ce nom avait été établi à la fin du XIVe siècle pour venir en aide à des orphelins (emplacement au-devant des actuels no 4-6). Au XVIe siècle, cette partie de rue fut également désignée comme la rue de la Maison-Commune, de l'Écu ou encore de l'Agasse. En effet, la maison commune des capitouls de Toulouse s'était établie au XIVe siècle dans le quartier bordé au sud par la rue Romenguières, et plus particulièrement dans une auberge, le Logis de l'Écu, qui remplaça en 1542 le Logis de l'Agasse (emplacement au sud du Donjon, face à l'actuel no 6 rue du Poids-de-l'Huile). On donnait aussi à la rue, par extension, le nom de rue Saint-Martial, parce que le collège Saint-Martial se trouvait près de l'entrée de cette rue (emplacement de l'actuel no 1 place du Capitole). Au XVIIe siècle, tout en gardant toutes ces appellations, elle prit également celle de rue du Poids-de-l'Huile. En 1794, pendant la Révolution française, la rue reçut le nom de Caton, en hommage à Marcus Porcius Cato (234 av. J.-C.-149 av. J.-C.), dit Caton l'Ancien ou le Censeur, homme politique romain, qui combattit les Carthaginois lors de la IIe Guerre punique, puis les Séleucides et les Étoliens lors de la guerre antiochique. Le nom ne subsista pas et elle prit officiellement celui du Poids-de-l'Huile en 1806,.

## Histoire

### Moyen Âge
Au Moyen Âge, la rue Romenguières appartient au capitoulat de Saint-Étienne. Elle naît au carrefour de la rue Saint-Martial, dans le quartier de la Porterie (actuelle place du Capitole), et de la rue des Imaginaires (actuelle rue de la Pomme) et longe l'ancien rempart jusqu'à rejoindre la rue des Augustines (actuelle rue Saint-Jérôme). Elle se trouve sur un des axes qui, depuis le quartier de la Porterie, traverse les quartiers au nord-est de la cité. Elle est principalement peuplée d'artisans qui y ont leurs boutiques et leurs maisons. On connaît ainsi un peintre, Bertrand Portal, qui y a sa maison au XVe siècle. À la même époque, on trouve une auberge qui accueille les voyageurs, le Logis de l'Agasse, qui a pour enseigne une pie (agassa en occitan). Une autre auberge, l'Auberge du Chapon-Noir, se trouve au carrefour de l'actuelle rue Lapeyrouse (au-devant de l'actuel no 5 de cette rue).
La proximité des bâtiments de l'université explique aussi l'implantation de plusieurs collèges universitaires au cours du XIVe siècle. Le collège Saint-Martial est établi en 1359 par le pape Innocent VI, qui avait enseigné le droit à l'université de Toulouse (emplacement de l'actuel no 1 place du Capitole). Le collège des Pauvrets, institué vers la fin de ce siècle, sert alors à abriter et entretenir des orphelins (emplacement au-devant des actuels no 4-6). En 1483, les chirurgiens-barbiers organisent l'enseignement de l'anatomie et obtiennent du conseil des capitouls l'autorisation de fonder leur collège de chirurgie dans les bâtiments du collège des Pauvrets.

### Époque moderne

Plan de l'enclos de la Maison commune au XVIIIe siècle. 1.Façade du Capitole 3. Poids Commun et la Bouille 7. Logis de l'Écu 13. Poids de l'huile

Dans la première moitié du XVIe siècle, on entreprend l'extension et la construction de nouvelles dépendances de la Maison commune, connues comme les « Maisons neuves de la ville », tout le long du côté nord de la rue Romenguières depuis la rue Saint-Martial jusqu'à la rue de la Porte-Nove (actuelle rue d'Alsace-Lorraine). En 1524 est construite la Bouille. Le bâtiment est occupé, après 1532, par le Poids commun, où sont conservés les poids municipaux qui permettent de peser et de taxer les marchandises qui sont vendues en ville. En 1539, le Logis de l'Écu est construit par l'architecte Jean Alary à l'emplacement du Logis de l'Agasse. Dans le même temps, le poids de l'huile est transféré dans de nouveaux bâtiments, à l'angle de la rue de la Porte-Nove. En 1558, la Commutation est élevée par Nicolas Bachelier.
En 1550, le collège des Pauvrets est supprimé et l'on établit dans l'immeuble une « prison des femmes malvivantes ». Vers 1590, on installe au même lieu le Capitaine de la santé, officier municipal chargé, avec l'aide de ses soldats, de faire enfermer les pestiférés chez eux. En 1607, la prison des femmes est transférée dans une autre dépendance de la Maison commune, en bordure de la rue Villeneuve (actuelle rue Lafayette).
Au XVIIIe siècle, les artisans sont encore nombreux du côté sud de la rue. On trouve, à la fin de ce siècle, François Lucas, professeur de sculpture à l'Académie royale de peinture, sculpture et architecture et Lambert-François Cammas, professeur de peinture à la même Académie, qui y ont leur maison. En 1737 est construite la Salle de spectacle. En 1783, le Poids-de-l'Huile est remplacé par la caserne de la Compagnie du Guet.

### Époque contemporaine
Au début du XIXe siècle, la rue du Poids-de-l'Huile est touchée par les travaux de transformation et d'embellissement menés par la municipalité toulousaine. Entre 1816 et 1818, la Salle de spectacle est reconstruite et agrandie par Auguste Virebent. L'aménagement du quartier Lafayette, autour de la place du même nom (actuelle place Wilson), entraîne quelques transformations. Vers 1820, la maison qui se trouve dans l'axe de la rue Delfum (actuelle rue Lapeyrouse) est emportée par les travaux. Au milieu du siècle, c'est l'immeuble au croisement de la rue de la Pomme, face à la nouvelle façade de la Salle de spectacle, qui est reconstruit, dans le goût néo-classique de l'époque (actuel no 2).
Les bouleversements les plus profonds interviennent dans le dernier quart du XIXe siècle. En 1864, le conseil municipal retient le projet de l'ingénieur en chef des ponts et chaussées, Urbain Maguès, qui prévoit d'ouvrir le centre-ville par le percement de deux grandes rues Transversale (axe est-ouest, actuelle rue de Metz) et Longitudinale (axe nord-sud, actuelles rues d'Alsace-Lorraine et du Languedoc). Les premiers travaux sont entrepris entre 1869 et 1873 entre le boulevard de Strasbourg et la place Rouaix, donnant naissance à la rue d'Alsace-Lorraine. Le percement de cette rue s'accompagne du réaménagement de plusieurs rues latérales, et particulièrement de la rue du Poids-de-l'Huile. Tous les immeubles du côté sud sont démolis et leurs façades alignées et reculées afin de porter la largeur de la rue à 10 mètres. De nouvelles façades de style haussmannien, élevées en 1872 et 1900, donnent un visage nouveau à la rue (actuels no 2 à 16 et 1 à 3). Du côté nord, toutes les dépendances de la Maison commune sont également vouées à la destruction. Un nouveau square est aménagé entre 1873 et 1875 à leur emplacement, tandis que la nouvelle façade orientale du Capitole est achevée en 1883 par l'architecte Henri Lefuel.
De nombreuses commerces s'installent le long de la nouvelle rue. Au milieu du siècle, le restaurateur Alart y ouvre un des restaurants les plus célèbres de la ville (actuel no 9). En 1878, Antoine Labit y ouvre la Maison universelle, un des plus importants grands magasins de la ville (actuel no 1), mais les boutiques de vêtement y sont aussi nombreuses, comme le tailleur À l'Opéra. La proximité du théâtre du Capitole explique aussi la présence d'un luthier, Au Ménestrel, tenu par B. Cabriolier (actuel no 4-6).
Dans l'entre-deux-guerres, les boutiques de textile sont particulièrement nombreuses, tels les tissus des Soieries Lyonnaises (actuel no 8), le tailleur Au Derby (actuel no 10), les robes et manteaux Alberty (actuel no 12), la lingerie et les laines Maryvette (actuel no 10), le bottier Harold (actuel no 2) et même les vêtements de deuil Au Souvenir (actuel no 9). On y trouve aussi une bijouterie, Au Donjon (actuel no 3), un bar, Le Donjon (actuel no 2), un hôtel-restaurant, Le Donjon (actuel no 12). En 1926, l'augmentation du trafic automobile autour de la place du Capitole pousse la municipalité à mettre la rue du Poids-de-l'Huile en sens unique, de la place du Capitole vers la place Wilson.
À la fin du XXe siècle et au début du XXIe siècle, la rue du Poids-de-l'Huile n'a rien perdu de sa fonction commerciale. Les boutiques de prêt-à-porter y sont toujours nombreuses, quoique les franchises internationales y soient plus nombreuses, tels Celio ouvert en (actuel no 12) et Uniqlo, ouvert en 2019 (actuel no 3).

## Patrimoine et lieux d'intérêt

### Immeubles
- no  1 : grand magasin la Maison Universelle (1878, Achille Ambialet)[22].

- no  2 : immeuble. 
L'immeuble est construit au milieu du XIXe siècle, sur le côté est du carrefour que forme la rue du Poids-de-l'Huile avec la rue de la Pomme. L'architecture néo-Renaissance utilise des décors en terre cuite de la fabrique d'Auguste Virebent inspirés de modèles de l'hôtel de Bernuy, de l'hôtel du Vieux-Raisin et de la cathédrale de Saint-Bertrand-de-Comminges. Le rez-de-chaussée a cependant été modifié au début du XXe siècle. 
L'édifice présente trois élévations de brique claire se développant sur un rez-de-chaussée, un entresol, trois étages et un étage de comble. L'élévation principale, à l'angle, comprend trois travées. Un balcon en pierre court le long du 1er étage. Dessous, une grande agrafe en terre cuite, ornée d'une Vénus (moulage de l'hôtel du Vieux-Raisin), donne naissance à des cornes d'abondance entourées de feuilles de chêne. Un balcon en fonte orne la fenêtre centrale du 2e étage. Les ornements en terre cuite animent la façade : pilastres, colonnes candélabres (moulages de celles de l'hôtel de Bernuy), consoles, médaillons ornés de bustes de personnage (moulages du chœur de la cathédrale de Saint-Bertrand-de-Comminges). Ce décor se retrouve, plus sobrement, sur l'élévation latérale, rue du Poids-de-l'Huile. L'élévation se termine par un étage de combles, ouvert par des lucarnes dans un toit brisé en ardoise[23].

- no  8 : immeuble la Mondiale.
Un immeuble de rapport est construit en 1896 par l'architecte Joseph Galinier et acquis plus tard par la Mondiale, une société mutuelle d'assurances. La façade, qui s'élève sur cinq niveaux, est bâtie en brique, enduite pour imiter la pierre. Le rez-de-chaussée et le 1er étage sont réunis et traités ensemble en bossage à pointe-de-diamant, les étages supérieurs en bossage continu. Le rez-de-chaussée est ouvert par une large porte cochère et deux ouvertures de boutique rectangulaires. Le 2e étage est souligné par un balcon continu à balustres en pierre, soutenu de consoles sculptées de feuillages. Au 3e étage, les fenêtres ont des balconnets en pierre ornés de garde-corps en fonte. Il est séparé du niveau supérieur par une corniche à modillons. L'étage de comble, couvert d'une toiture à pans brisés en ardoise, est éclairé par des lucarnes en pierre surmontées de frontons curvilignes[24].

- no  14 : immeuble Rougé (1872)[25].

### Rempart de Toulouse
En 2019, les travaux d'aménagement de la boutique Uniqlo (actuel no 3) ont permis de mettre au jour une partie de la courtine, ainsi qu'une tour du rempart gallo-romain de la cité de Tolosa.